# Салтыковская улица
Салтыко́вская улица — улица в Восточном административном округе города Москвы на территории районов Новокосино и Косино-Ухтомский.

## Происхождение названия
Улица получила своё название в 1987 году по дачному посёлку Салтыковка, расположенному в Московской области (ныне — микрорайон в составе Балашихи).

## Расположение
Начинается от Каскадной улицы, пересекает Косинское шоссе, проходит между теплицами в конце Оренбургской улицы и западной окраиной микрорайона Кожухово, затем делает крутую петлю, огибая Святое озеро в Косино с востока, где к ней примыкают Оранжерейная и Ветлужская улицы, а теплицы сельхозпредприятия «Косино» — с запада, а затем делает ещё одну петлю, замыкая с юго-востока микрорайон Косино, и проходит по краю Салтыковского лесопарка, примерно по границе Москвы и Московской области. Слева к ней примыкают улицы Николая Старостина и Городецкая, а затем Салтыковская улица уходит в промзону между Носовихинским шоссе и Николо-Архангельским кладбищем.
В районе примыкания Оранжерейной улицы по центру дорожного полотна присутствует уширение неизвестного назначения.

## Примечательные здания и сооружения

### По нечётной стороне
- № 5А — Центр образования № 1926;
- № 7Б — Детская городская поликлиника № 120 Структурное подразделение 5;
- № 11Б — Городская поликлиника № 66;
- № 13А — Центр образования № 1927;
- № 13Б — Центр образования № 1048.

### По чётной стороне
- № 8 — теплицы сельхозпредприятия «Косино» (бывший совхоз им. Моссовета);
- № 16А — Паспортно-визовое подразделение «Новокосино».